# Wolbrom
Wolbrom (früher Wolwram, Wolfram, Wolbram) ist eine Stadt im Powiat Olkuski der Woiwodschaft Kleinpolen in Polen. Sie ist Sitz des Powiats und der gleichnamigen Stadt-und-Land-Gemeinde mit etwas mehr als 22.500 Einwohnern.

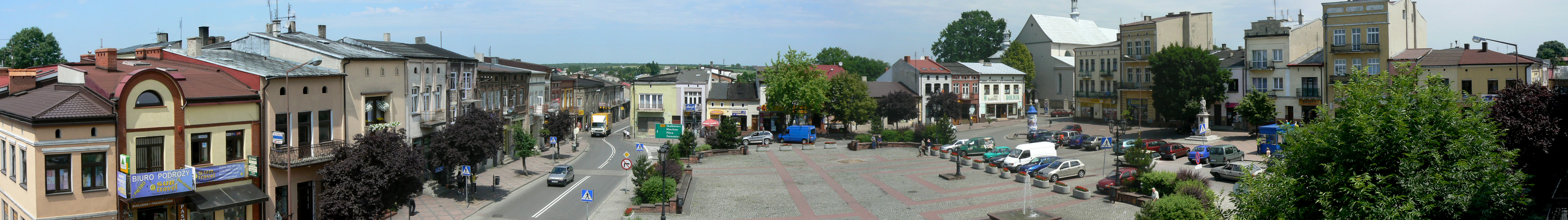
Marktplatz von Wolbrom

## Geografische Lage
Wolbrom liegt im Krakau-Tschenstochauer Jura im Quellgebiet der Weißen Przemsa auf einer Kalklandzunge 375–380 m hoch.

## Geschichte
Die Stadt wurde 1327 laut dem Privileg Königs Władysław I. Ellenlang vom Schulzen des benachbarten Dorfs Dłużec namens Wolwram und seinem Brüder Hilar in einem Wald bei Dłużec nach Deutschem Recht gegründet, obwohl beide Brüder schon 1311<name="w"/> zur Rodung des Waldes Erlaubnis erhalten hatten (Ex litteris fundationis ... adwocatiae Woluramensis anni 1311 apparet to, ze fratres uterini Woluramus et Hilarius, sculteti de villa Dluzecz ... tenentur ... super ... Silvae ad Dluzecz pertinentis loactionemque). Der besitzanzeigende Ortsname nach dem Gründer entwickelte sich durch de civitate Wolwrami (1346–1358), Wolwram (1369), Wolwramow (1387), Wolbram (1392), Wolbramow (1393), Wolframo (1398), Wolframow (1400), Wolfram (Jan Długosz: 1470–1480), Wolbrom (1564), [do] Wolbram[a] (1629), [Do] Wolwram[a] (1680), [W] Wolbram[ie] (1789), die heutige Form ab dem späten 19. Jahrhundert, aber 1903 noch Wolwram. Die phonetische Schwankungen stammen aus der Adaptation der deutschen Namen Wolfram in die polnische Sprache, die sekundäre Flexion do Wolbromia/w Wolbromiu an der Stelle do Wolbroma/w Wolbromie kommen aus dem Einfluss der Ortsnamen Oświęcim (do Oświęcimia) und Bytom (do Bytomia).
Die königliche Stadt in der Woiwodschaft Krakau wurde anfänglich von Polen bewohnt, die Juden siedelten sich ab der Mitte des 17. Jahrhunderts an. 1795 kam Wolbrom nach der dritten Teilung Polens unter österreichische Herrschaft. 1809 wurde die Stadt Teil des Herzogtums Warschau und 1815 dann Kongresspolens. 1885 erfolgte der Anschluss an das Schienennetz, was die Entwicklung der Stadt förderte, die manchmal als Teil der Dombrowaer Kohlebecken betrachtet wurde. 1904 und 1906 verbrannte zweimal der Großteil der Stadt. 1918 wurde die Stadt Teil der Woiwodschaft Kielce.
Im September 1939 wurde die Stadt von der Wehrmacht besetzt. Im weiteren Verlauf des Zweiten Weltkrieges wurden vor allem jüdische (vor dem Krieg über 4000), aber auch andere Einwohner des Ortes getötet.
1975 wurde Wolbrom Teil der Woiwodschaft Katowice, ab 1999 der Woiwodschaft Kleinpolen.

## Gemeinde
Die Stadt-und-Land-Gemeinde (gmina miejsko-wiejska) Wolbrom gliedert sich neben dem gleichnamigen Hauptort, der Stadt Wolbrom, in 19 Dörfer.

### Städtepartnerschaften
- Waltershausen (Thüringen), Deutschland, seit 2000